# Бертенкур (кантон)

Кантон Бертенкур в составе округа

Бертенкур (фр. Bertincourt) — упраздненный кантон во Франции, находился в регионе Нор-Па-де-Кале, департамент Па-де-Кале. Входил в состав округа Аррас. В ходе кантональной реформы 2014 года кантон был упразднён, а его коммуны вошли в состав кантона Бапом.

## Коммуны
До декрета 2014 года в состав кантона входили коммуны (население по данным Национального института статистики за 2008 г.):
- Авренкур (373 чел.)
- Апленкур (193 чел.)
- Барастр (249 чел.)
- Бертенкур (946 чел.)
- Бёньи (362 чел.)
- Бомец-ле-Камбре (561 чел.)
- Бюс (116 чел.)
- Велю (125 чел.)
- Итр (433 чел.)
- Лебюкьер (245 чел.)
- Лешель (61 чел.)
- Мец-ан-Кутюр (631 чел.)
- Морши (177 чел.)
- Невиль-Буржонваль (168 чел.)
- Рокиньи (289 чел.)
- Рюиолькур (271 чел.)
- Треско (189 чел.)
- Эрми (1168 чел.)

## Экономика
Структура занятости населения:
- сельское хозяйство — 39,7 %
- промышленность — 7,4 %
- строительство — 12,1 %
- торговля, транспорт и сфера услуг — 17,9 %
- государственные и муниципальные службы — 22,8 %

## Политика
На президентских выборах 2012 г. жители кантона отдали в 1-м туре Марин Ле Пен 31,5 % голосов против 25,7 % у Николя Саркози и 21,8 % у Франсуа Олланда, во 2-м туре в кантоне победил Саркози, получивший 54,2 % голосов (2007 г. 1 тур: Саркози — 29,4 %, Сеголен Руаяль — 19,0 %; 2 тур: Саркози — 56,9 %). На выборах в Национальное собрание в 2012 г. по 1-му избирательному округу департамента Па-де-Кале они поддержали кандидата левых сил, члена Социалистической партии Жана-Жака Коттеля, набравшего 41,4 % в 1-м туре и 53,2 % во 2-м туре. (2007 г. Филипп Рапено (СНД): 1 тур — 37,6 %, 2 тур — 51,2 %). На региональных выборах 2010 года в 1-м туре сенсационно победил список Национального фронта, собравший 28,6 % голосов против 25,0 %  у социалистов и 21,8 % у списка «правых». Во 2-м туре единый «левый список» с участием социалистов, коммунистов и «зелёных» во главе с Президентом регионального совета Нор-Па-де-Кале Даниэлем Першероном получил 36,9 % голосов, Национальный фронт Марин Ле Пен занял второе место с 32,9 %, а  «правый» список во главе с сенатором Валери Летар с 30,1 % финишировал третьим.
|  | Кандидат     | Партия                  | % голосов |
|  | ------------ | ----------------------- | --------- |
|  | Жан-Клод Оке | Социалистическая партия | 100,00    |